# Digerberget (naturreservat, Torsby kommun)
Digerberget är ett naturreservat i Torsby kommun i Värmlands län.
Området är naturskyddat sedan 2014 och är 129 hektar stort. Reservatet omfattar en brant av berget ner mot vattendraget Likan och det består av barrskog med inslag av lövträd.